# Ulica Dolnych Młynów w Krakowie
Ulica Dolnych Młynów – ulica w Krakowie, w dzielnicy I Stare Miasto, na Piasku.
Łączy ulicę Czarnowiejską i ulicę Piotra Michałowskiego z ulicą Krupniczą. Jest jednojezdniowa.

## Historia
Ulica początkowo nosiła nazwę ulica Dolna, związaną z jej topografią. Nazwa ta po raz pierwszy została zaznaczona na planie miasta w 1807 roku (w formie niemieckiej Thal Gasse). W 1858 roku Rada Miasta Krakowa nadała ulicy obecną nazwę.
W lipcu 1850 przy ulicy wybuchł pożar (uznawany za jedno z najtragiczniejszych wydarzeń miasta w XIX wieku), po którym spłonęło wiele kamienic na Starym Mieście. Po jego zakończeniu ulicę uregulowano i wyprostowano jej bieg.

## Zabudowa
- ul. Dolnych Młynów (ul. Krupnicza 27) – dawna siedziba Izby Skarbowej. Projektował Wacław Krzyżanowski, 1921–1926.
- ul. Dolnych Młynów 3 – dom, 1808.
- ul. Dolnych Młynów 4 (ul. Czysta 1) – kamienica, 1893,
- ul. Dolnych Młynów 5 – dom, 1853.
- ul. Dolnych Młynów 6 – kamienica, 1892.
- ul. Dolnych Młynów 7 – kamienica. Projektował Julian Grabowski, 1922.
- ul. Dolnych Młynów 8–10 (ul. Czarnowiejska) – dawna fabryka tytoniu i cygar, 1872.
- ul. Dolnych Młynów 9 (ul. Rajska 24) – kamienica. Projektował Jacek Matusiński, 1876.

Opracowano na podstawie źródła: Gminnej ewidencji zabytków – Kraków.

## Galeria

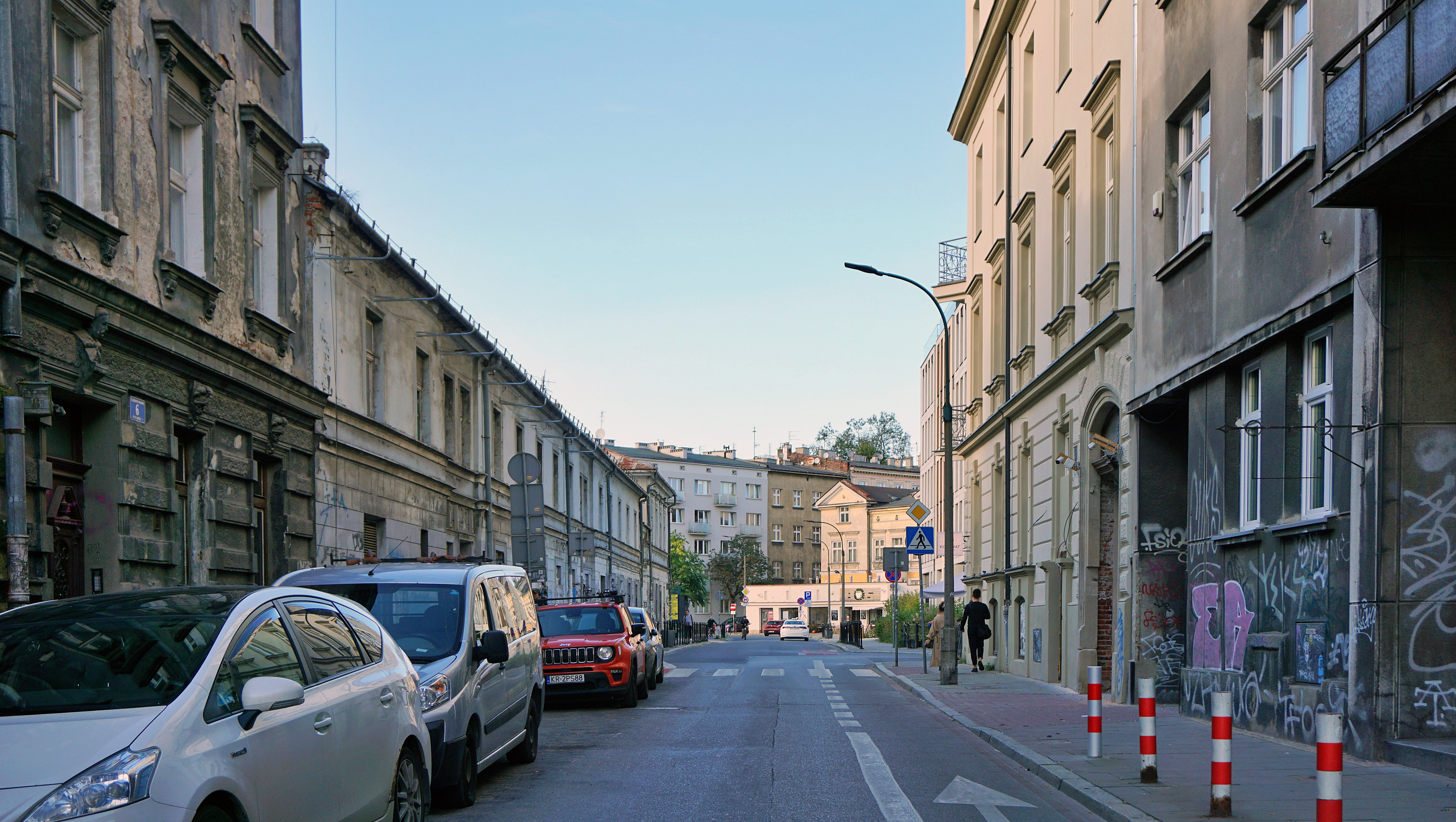
Widok na północ, na wysokości skrzyżowania z ulicą Czystą
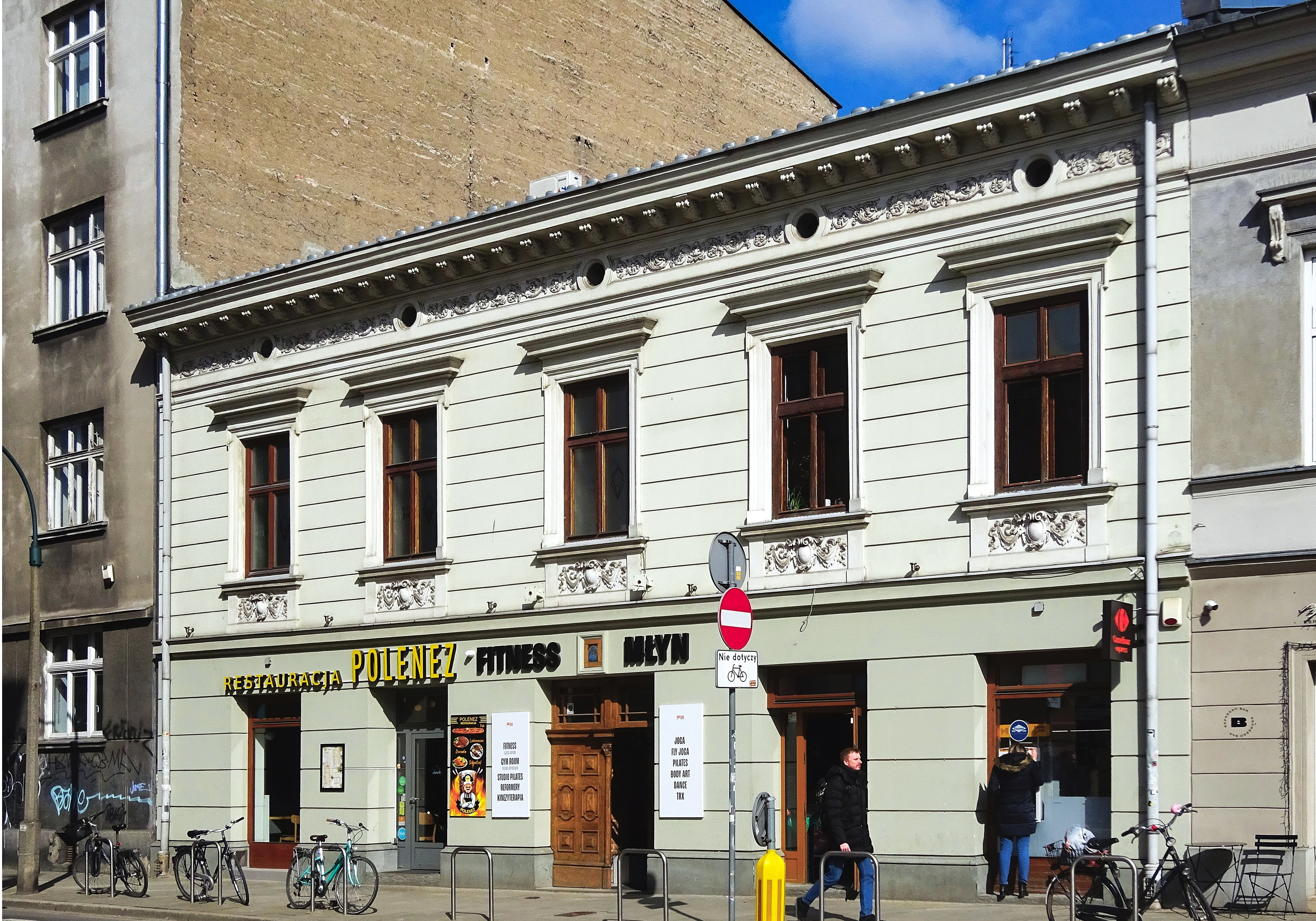
ul. Dolnych Młynów 5 Kamienica (1853)
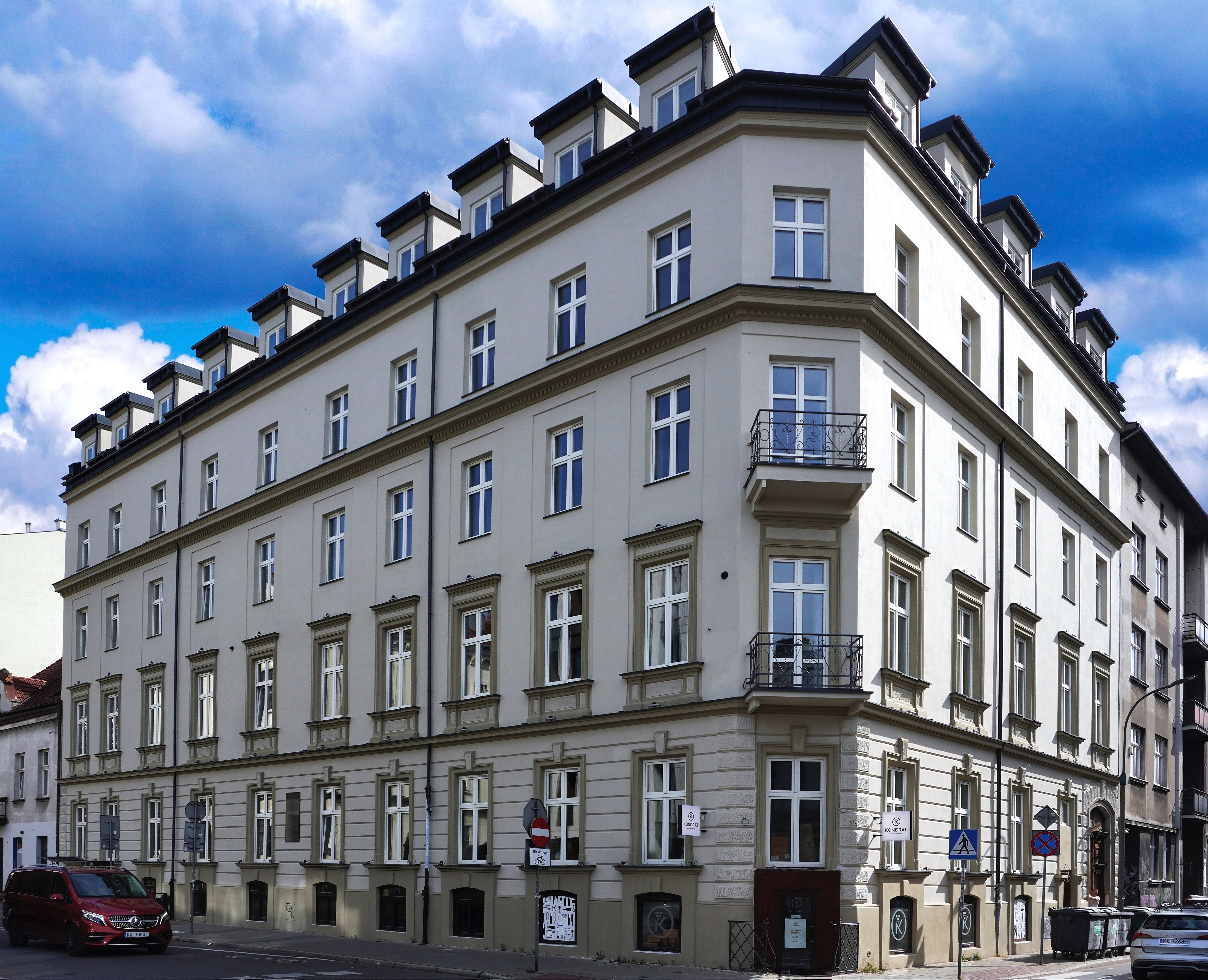
ul. Dolnych Młynów 9 (ul. Rajska 24) Kamienica (proj. Jacek Matusiński, 1876)